# Johann Pachelbel

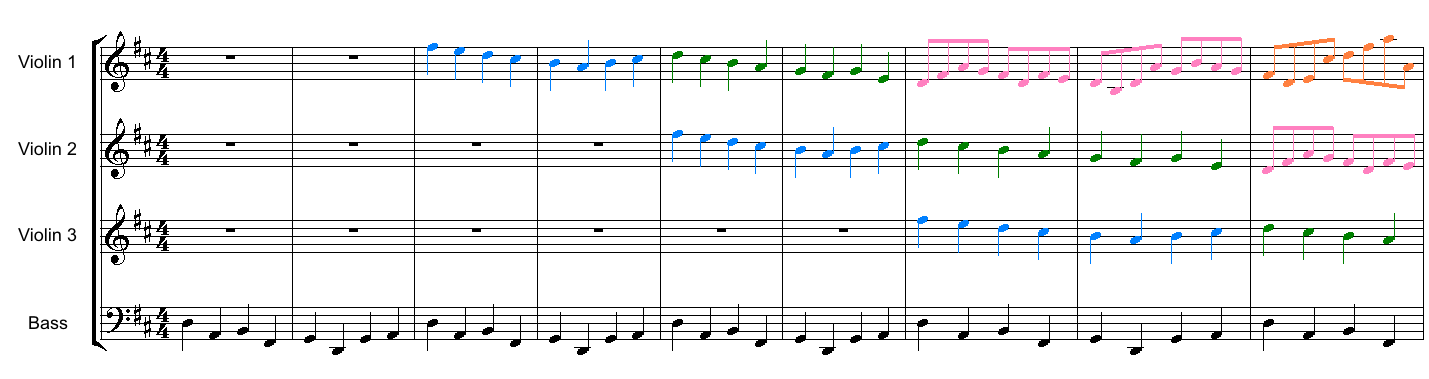
Eerste maten van de Canon in D

Johann Pachelbel ([ˈjoːhan paˈxɛlbɛl]) (Neurenberg, 1 september 1653 – aldaar, 3 maart 1706) was een Duits organist en componist uit de barokperiode, die het bekendst is van zijn Canon in D.

## Levensloop
Pachelbel was een van de veertien kinderen uit twee huwelijken van een wijnhandelaar uit Neurenberg. Hij begon zijn muzikale ontwikkeling onder leiding van Heinrich Schwemmer en vervolgde deze later aan de universiteiten van Altdorf en Regensburg. In 1671 verhuisde Pachelbel naar Wenen, waar hij student werd en vervanger van de organist Johann Kasper Kerll aan de Weense hofkapel.
In 1677 werd hij organist in Eisenach. Later werd Pachelbel organist in Erfurt, eveneens in Thüringen. Zijn belangrijkste leerling in die tijd was Johann Christoph Bach III, de oudste broer van Johann Sebastian Bach. In 1690 kwam Pachelbel als hoforganist in dienst van Magdalena Sibylla van Württemberg. Hij bleef twee jaar in Stuttgart: een dreigende Franse invasie tijdens de Negenjarige Oorlog bracht hem terug naar Neurenberg, waarna hij organist werd in Gotha. In 1695 keerde hij opnieuw terug naar Neurenberg, waar hij organist werd van de Sebalduskerk. Pachelbel overleed in maart 1706 in zijn geboorteplaats op 52-jarige leeftijd.
Behalve de bekende Canon in D voor drie violen en basso continuo, die hij omstreeks 1680 in Erfurt schreef, componeerde Pachelbel een aanzienlijk aantal instrumentale ensemblewerken, cantates en orgelwerken voor de eredienst in de lutherse kerk.